# 吉田彩子
吉田 彩子（よしだ さいこ、1946年 - ）は、日本のスペイン文学者、清泉女子大学名誉教授。

## 略歴
福岡県北九州市生まれ。清泉女子大学文学部スペイン語スペイン文学科卒業、上智大学大学院外国語学研究科言語学専攻博士課程満期退学。清泉女子大学助教授、教授を務めた。2017年定年、名誉教授。若いころ児童文学『月が死んだ日』を書いている。

## 著書
- 『月が死んだ日』岩井泰三絵 ポプラ社 1971 全国書誌番号:45002822、NCID BA32401118。
- 『教養としてのドン・キホーテ 世界の多様性から人生の意味を学ぶ 文学の世界』NHKシリーズ カルチャーラジオ 2016 ISBN 978-4149109381

### 翻訳
- ホアン・バレーラ『ペピータ・ヒメネス』キリスト教文学の世界 18 (バレーラ.ボルヘス)主婦の友社 1978 全国書誌番号:78035339、NCID BN03063170。
- エミリオ・オロスコ『ベラスケスとバロックの精神』筑摩書房 1983 全国書誌番号:83040672、NCID BN03337527。
- ラモン・デル・バリェ=インクラン『夏のソナタ』西和書林 1986 ISBN 4795221081

『春のソナタ』1986 ISBN 4795221073
『秋のソナタ』1987 ISBN 479522109X
『冬のソナタ』1988 ISBN 4795221103
- フランシスコ・デ・ケベード『地獄の夢』、「澁澤龍彦文学館2」筑摩書房 1991
- ルイス・アントニオ・デ・ビリェナ『チコス 時は過ぎゆく』中山文人共訳 筑摩書房 1992 ISBN 4480831266
- ルイス・デ・ゴンゴラ『孤独 翻訳』『孤独 評釈』(set)筑摩書房 1999 ISBN 4480831797
- セルバンテス「ドン・キホーテ（抄）」ほか　集英社文庫「ポケットマスターピース〈13〉」、2016 ISBN 978-4087610468

## 論文
- <吉田彩子